# Ustrój polityczny Andory

Godło Andory

Ustrojem politycznym Andory jest monarchia konstytucyjna, w której funkcje głowy państwa sprawują wspólnie dwa podmioty (współksiążęta Andory): prezydent Francji i katolicki biskup katalońskiego miasta La Seu d'Urgell. Do niedawna, w systemie politycznym tego państwa brak było wyraźnego podziału pomiędzy władzami wykonawczą, ustawodawczą i sądowniczą. Zmieniło się to w 1993 roku. Kiedy władze tego państwa postanowiły rozpocząć proces zbliżania się do struktur Unii Europejskiej, Rada Europy zaleciła im uchwalenie nowej ustawy zasadniczej spełniającej standardy demokratyczne. Projekt nowej konstytucji ustaliła Komisja Trójstronna, złożona z przedstawicieli sprawujących obowiązki głowy państwa, Rady Generalnej i Rady Wykonawczej.

## Głowa państwa
Kolegialną głową państwa są w Andorze dwaj równi prawem współksiążęta. Dwupodmiotowa głowa państwa została ustanowiona w 1278 roku na mocy Traktatu o Wspólnej Suwerenności, zawartego pomiędzy hiszpańskim biskupem Urgell i francuskim hrabią Foix.
Obecnie, na mocy konstytucji z 1993 roku, obydwa podmioty na terytorium Andory reprezentują delegaci, pomimo tego, że zarówno Hiszpania, jak i Francja posiadają tam swoje ambasady. Każdy kolejny prezydent Francji oraz każdy kolejny biskup La Seu d'Urgell nie posiadają prawa weta wobec aktów prawnych uchwalanych przez władzę ustawodawczą, ale zatwierdzają np. umowy międzynarodowe zawierane z ich państwami dotyczącymi m.in. wewnętrznego bezpieczeństwa, obrony, terytorium, reprezentacji dyplomatycznej, sądowej i policyjnej współpracy.

## Rada Generalna
Parlament Andory to Rada Generalna (Consell General de las Valls) złożona z 28 członków. Wybierani oni są w wyborach powszechnych na kadencję trwającą 4 lata. Kraj podzielony jest na jednostki organizacyjne nazywane parafiami (hisz. parroquies, liczba pojedyncza – parroquia), których jest 7. Do wejścia w życie nowej konstytucji, wybierano 4 posłów z każdej. Taki system preferował małe parafie (liczące od 350 osób, największe – 2600). W obecnej konstytucji natomiast zapisano iż 1/2 Rady pochodzi z wyborów odbywających się według starego systemu, a pozostała połowa wybierana z ogólnokrajowych list partyjnych.
Sindic i jego zastępca to osoby wybierane przez Radę na 3 lata (z możliwością jednej reelekcji), których zadaniem jest wdrażanie decyzji parlamentu. Nie mają jednak żadnych samodzielnych uprawnień, wszystkie ich decyzje muszą zostać zatwierdzone przez Radę.
Partie polityczne:

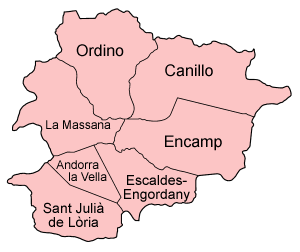
Parafie – podział administracyjny Andory

- Andorskie Centrum Demokratyczne (Centre Demòcrata Andorrà)
- Wiek 21 (Segle 21)
- Demokratyczne Odnowienie Andory (Renovació Democràtica)
- Zieloni Andory (Els Verds d'Andorra)
- Parafialna Unia Niezależnych Grup (Grup d'Unió Parroquial Independents)
- Unia Laurediańska (Unió Laurediana)
- Liberalna Partia Andory (Partit Liberal d'Andorra)
- Partia Socjaldemokratyczna (Partit Socialdemòcrata)

## Rada Wykonawcza
Rada Wykonawcza zaczęła działać od 1981 roku. Złożona jest ona z głowy rządu (fr. Cap de Govern) i siedmiu ministrów. Co 4 lata, zaraz po wyborach, Rada Generalna wybiera głowę rządu, który wyznacza pozostałych członków Rady Wykonawczej.

## Sądownictwo
Sądy w Andorze są niezawisłe. Posiadają strukturę trójszczeblową:
- sąd pierwszej instancji – czterech sędziów, desygnowanych po dwóch przez obydwa podmioty głowy państwa,
- sąd apelacyjny
- Najwyższy Sąd Sprawiedliwości – złożony z pięciu członków.